# Muribacinus gadiyuli
Muribacinus gadiyuli  — вид вимерлих сумчастих ссавців родини Тилацинових (Thylacinidae), що жив у середньому міоцені.

## Етимологія
Назва роду є поєднанням слова аборигенів Ван'ї «muriba», що означає «прародитель» і «cinus», від грецького слова «kynos» — «пес», як натяк на структурного предка в родині Thylacinidae, що  виведено з аналізу голотипу і паратипу. Назва виду «gadiyuli» з мови аборигенів Ван'ї перекладається «малий». Викопні рештки знайдені в північно-східному Квінсленді. найближчу спорідненість із цим видом має Nimbacinus dicksoni.

## Опис
Визначена Стівеном Ро вага цієї тварини — 1563 гр (похибка 13%). Розміром він був приблизно з фокстер'єра.